# Магерин, Николай Иванович
Николай Иванович Магерин (22 марта 1913, Петроград — 25 мая 2007, Санкт-Петербург) — советский военный лётчик и военачальник, Участник Великой Отечественной войны, генерал-майор авиации.

## Биография
Родился 22 марта 1913 года Петрограде. Окончил 7 классов школы и техникум. 
В 1935 году был призван Кировским РВК по городу Ленинграда в ряды РККА. В 1939 года окончил Энгельсское военное авиационное училище лётчиков.
22 июня 1941 года в звании старшего лейтенанта был отправлен на фронт Великой Отечественной войны командиром эскадрильи 46-й истребительного авиационного полка, 18 марта 1943 года преобразован в 68-й гвардейский истребительный авиационный полк. В 1943 году гвардии майор Магерин уже штурман полка, с 7 ноября 1943 года командовал полком. Воевал на Юго-Западном, Северном, Западном, Сталинградском, Северо-Западном, Брянском, 1-м Прибалтийском и 3-м Белорусском фронтах. Был ранен трижды.
В 1945 году командир гвардии 68-го Гвардейского Клайпедского ордена Кутузова истребительного полка, 5-й гвардейской истребительной авиационной дивизии, 11-й истребительный авиационный корпус и 15-й воздушной армии, сам Магерин совершил 256 боевых вылетов, 68 воздушных боёв, в которых лично сбил 10, а составе группы 3 самолёта противника.
С 1947 по 1951 год служил на Сахалине, Камчатке и Курильских островах. В 1958 году присвоено звание генерал-майор авиации. 
В 1960 году демобилизован из армии по состоянию здоровья. 
В 1962—1973 гг. работал начальником Аэрофлота Ленинградского главного районного диспетчерского пункта. 
Умер 25 мая 2007 года. Похоронен в Санкт-Петербурге на Никольском кладбище Александро-Невской лавры.

## Награды
- Орден Красного Знамени (12.12.1942), (11.04.1945), (18.04.1945), (23.02.1943), (19.11.1951), (25.02.1943), (28.05.1943), (23.02.1943), (23.02.1943), (16.10.1957)[4];
- Орден Красной Звезды (03.02.1943), (03.12.1945), (20.06.1049), (22.02.1955), (22.02.1955), (20.06.1949)[4];
- Орден Александра Невского (02.11.1943), (11.10.1943)[4];
- Орден Отечественной войны I степени (03.09.1944), (11.03.1985)[4];
- Медаль За боевые заслуги (06.11.1945)[4];
- Медаль За оборону Ленинграда (22.12.1942)[4];
- Медаль «За победу над Германией в Великой Отечественной войне 1941—1945 гг.» (09.05.1945)[4];
- Медаль «За взятие Кенигсберга» (09.06.1945)[4].